# Adriana Barsotti
Adriana Barsotti (Rio de Janeiro, 26 de março de 1968) é uma jornalista brasileira.

## Biografia
Adriana Barsotti Vieira é atualmente professora adjunta do Iacs, Instituto de Artes e Comunicação Social da Universidade Federal Fluminense; consultora para projetos digitais (como o do Sistema Globo de Rádio na transição das rádios analógicas para digitais), e colaboradora do Projeto #Colabora, um dos empreendimentos jornalísticos digitais brasileiros surgidos na esteira da migração de leitores para os meios digitais.
Lançou, em dezembro de 2018, o segundo livro: Uma história da primeira página: do grito ao silêncio no jornalismo em rede, pela Editora Insular. Seu primeiro livro, Jornalista em mutação: do cão de guarda ao mobilizador de audiência, foi publicado pela Editora Insular em 2014. Como consultora, coordenou, pela editora Intrínseca, o projeto de adaptação para livros digitais, lançados em 2014, da série sobre a ditadura de Elio Gaspari: A ditadura envergonhada, A ditadura escancarada, A ditadura derrotada e A ditadura encurralada. Também como consultora, foi responsável pela edição multimídia do livro Cartas do pai, de Alceu Amoroso Lima, pelo Instituto Moreira Salles, em 2016.
No jornal carioca O Globo, Adriana Barsotti foi editora do Globo a Mais, revista eletrônica para tablets, de 2012 a 2013; gerente de produto, entre 2008 e 2011, responsável pelo planejamento de produtos para site, celular e tablet; editora do suplemento juvenil Megazine, de 2004 a 2007, e editora-assistente de Política, entre 2001 e 2004. Chefiou a sucursal do Rio de Janeiro da revista Istoé Gente, publicada pela Editora Três; foi editora-assistente da coluna Ricardo Boechat em O Globo, e repórter dos jornais O Globo e O Estado de S. Paulo.
É graduada em Jornalismo pela Escola de Comunicação da Universidade Federal do Rio de Janeiro (ECO UFRJ) e pós-graduada em Marketing pelo Coppead/UFRJ. É mestre e doutora em Comunicação Social pelo Programa de Pós-Graduação em Comunicação Social da Pontifícia Universidade Católica do Rio de Janeiro (PUC-Rio). Como pesquisadora, atua na área de comunicação, com foco em jornalismo digital e convergência de mídias. Foi professora de graduação e pós-graduação da Escola Superior de Propaganda e Marketing (ESPM) do Rio de Janeiro.
Adriana Barsotti é casada com o jornalista Agostinho Vieira, com quem tem uma filha. Tem uma filha do primeiro casamento.

## Prêmios
Adriana Barsotti ganhou em 2018 o Prêmio Adelmo Genro Filho de melhor tese de doutorado do país em jornalismo (Primeira página: do grito no papel ao silêncio no jornalismo em rede), conferido pela SBPJor (Associação Brasileira de Pesquisadores em Jornalismo). Em 2013 recebeu o Prêmio Compós de Dissertação com o trabalho Transformações contemporâneas nas práticas jornalísticas: o jornalista on-line como mobilizador da audiência.
Em 2019 Adriana venceu o Prêmio Vladimir Herzog de Anistia e Direitos Humanos na categoria Multimídia com a série de reportagens Sem direitos: o rosto da exclusão social do Brasil, publicada no Projeto #Colabora. Idealizada por Adriana e produzida em parceria com os sites Amazônia Real e Ponte Jornalismo, a série recebeu também menção honrosa no Prêmio Amaerj Patrícia Acioli de Direitos Humanos.
Adriana ganhou o Prêmio Esso de Contribuição à Imprensa em 2012, conferido ao Globo a Mais, do qual era editora. Ganhou o Prêmio Esso de Jornalismo em 1996 pela série de reportagens A história secreta da Guerrilha do Araguaia, publicada em O Globo. A mesma série recebeu menção honrosa no Prêmio Vladimir Herzog, menção especial na 14ª edição do Prêmio Internacional de Jornalismo Rey de España e a Medalha Chico Mendes.